# Arabes choua
Pour les articles homonymes, voir Choua.

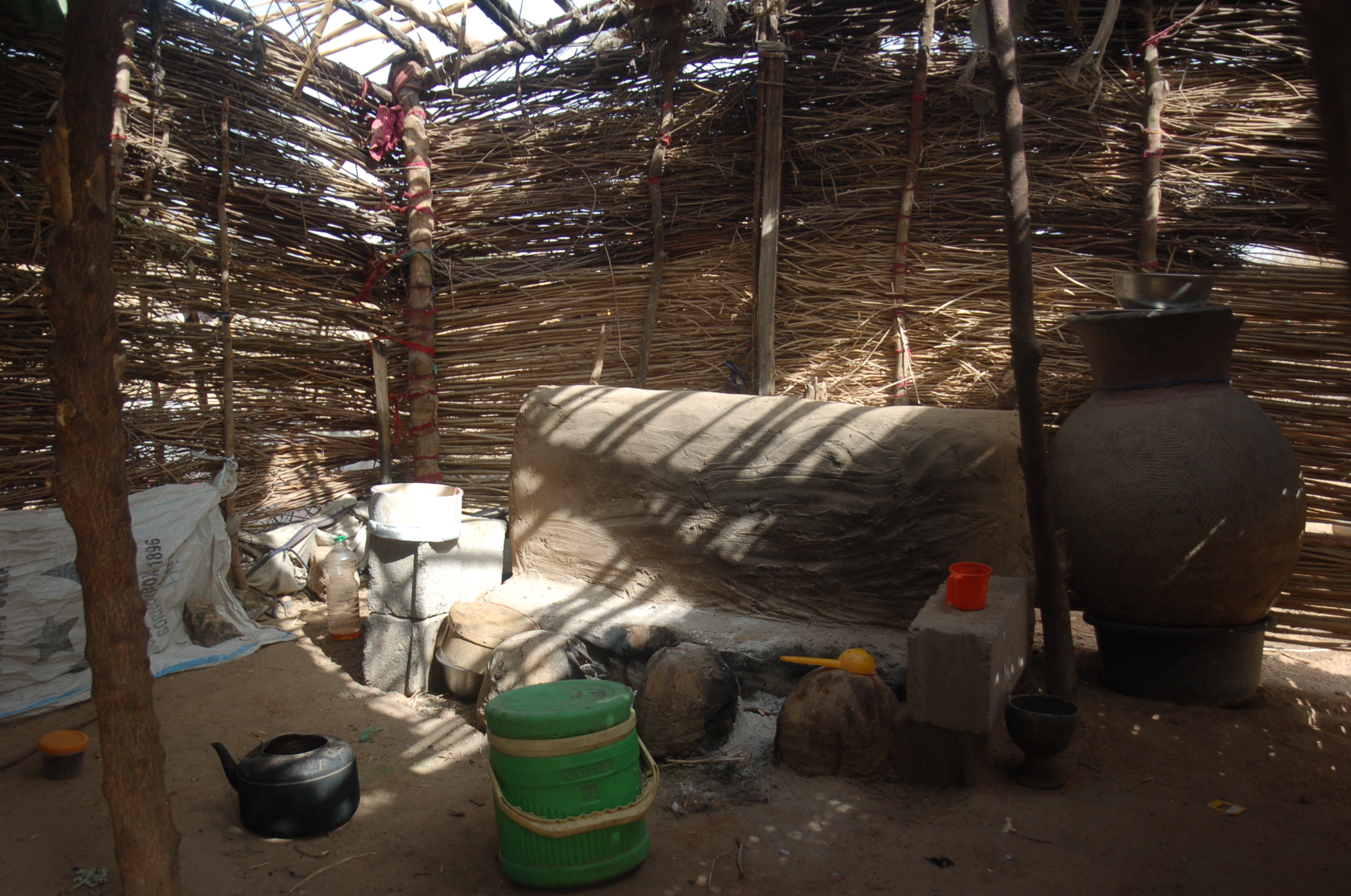
Cuisine choua au nord du Cameroun.

Les Arabes choua (variante : choa, shuwa) tels qu'ils sont désignés en langue kanouri, appelés aussi « Arabes métis » ou encore « Arabes hassaouna » (variante : hassawuna), sont les Arabes vivant dans le Bornou et le nord du Cameroun, ainsi qu'au Niger dans la région du lac Tchad.
On ignore à quelle époque les Arabes sont arrivés dans la région du lac Tchad. Ils sont probablement venus en nombre au cours du XVIIIe siècle, refoulés au sud du Chari par les Toubous. À la fin du XIXe siècle, ils  apportent un certain soutien au seigneur de la guerre Rabah, tué dans une bataille contre les colonisateurs français en 1900. Les Arabes choua doivent ensuite payer tribut aux Kotoko, vassaux des Français.
Dans la région de l'Extrême-Nord du Cameroun, on les trouve principalement dans les cantons suivants : Kousseri, Kolofata, Limani, Boundéri, Magdémé et Kossa (environ 4 000 personnes), également dans ceux de Petté, Fadaré et au nord de Bogo (1 800). Quelques centaines vivent en outre à Garoua, la grande ville du nord.